# Kathrin Gies
Kathrin Gies (* 1979) ist eine deutsche römisch-katholische Theologin und Hochschullehrerin für Altes Testament an der Otto-Friedrich-Universität Bamberg.

## Leben und Wirken
Nach dem Abitur 1998 an der Marienschule Fulda absolvierte Gies zunächst ein Diakonisches Jahr in Birmingham. Nach ihrer Rückkehr nach Deutschland nahm sie 1999 ein Studium der Katholischen Theologie und der Germanistik auf Lehramt an der Universität Würzburg auf, das sie 2005 mit dem Ersten Staatsexamen abschloss. Unterbrochen wurde das Studium durch einen Auslandsaufenthalt zum Studium der lettres modernes an der Universität Caen von 2002 bis 2003. Parallel studierte sie von 2001 bis zum Erwerb ihres Diploms Katholische Theologie im Hauptfach. Ab 2006 widmete sie sich in Würzburg ihrer Promotion. 2009 wurde sie von der Universität Würzburg mit der Schrift Geburt - Ein Übergang: Rituelle Vollzüge, Rollenträger und Geschlechterverhältnisse; eine alttestamentliche Textstudie zur Dr. theol. promoviert. Von 2009 bis 2011 leistete sie in Bayern ihr Lehramtsreferendariat ab, welches sie mit dem Zweiten Staatsexamen abschloss.
Als Lehrerin arbeitete sie jedoch nicht, sondern kehrte im Anschluss als Studienrätin im Hochschuldienst am Institut Katholische Theologie der Universität Duisburg-Essen zurück in den universitären Betrieb. Dort fungierte sie als Fachvertreterin für das Alte Testament. 2016 wurde sie zur Oberstudienrätin befördert, befand sie aber von März 2019 bis Februar 2020 in Elternzeit. 2020 schloss sie ihre von Johannes Schnocks betreute Habilitation ab und erhielt von der Westfälischen Wilhelms-Universität Münster  die Lehrberechtigung für das Fach Altes Testament. Von Mai 2021 bis September 2022 befand Gies sich erneut in Elternzeit, hat aber trotzdem bereits seit November 2021 den Lehrstuhl für Alttestamentliche Wissenschaften der Universität Bamberg inne.

## Forschungsschwerpunkte
Gies’ Forschungsschwerpunkte gliedern sich in vier Teilbereiche. Bereits seit ihrer Dissertation befasst sie sich mit Übergangsritualen und alttestamentlicher Anthropologie und hier insbesondere der Geburt. Ihre Habilitationsschrift beschäftigt sich mit alttestamentlicher Ethik und der allgemeinen Frage der Ableitung von Handlungsdirektiven aus der Bibel unter besonderer Berücksichtigung von Psalm 34. Hierbei bildet das Werk von Paul Ricœur wiederum einen Unterschwerpunkt. Hinzu treten die Forschungsschwerpunkte biblische Didaktik und Judentumsstudien, auch in ihren Überschneidungen mit der Judaistik.

## Werke (Auswahl)
- Geburt – ein Übergang. Rituelle Vollzüge, Rollenträger und Geschlechterverhältnisse. Eine alttestamentliche Textstudie. EOS, St. Ottilien 2009, ISBN 978-3-8306-7400-9 (zugleich Dissertation).
- Strebe nach Schalom! : Eine biblisch-ethische Lektüre von Psalm 34. Vandenhoeck & Ruprecht, Göttingen 2021, ISBN 978-3-7887-3495-4 (zugleich Habilitationsschrift).
- Anthropologie des Alten Testaments. utb, Stuttgart 2023, ISBN 978-3-8385-5997-1.